# Linia kolejowa nr 293 (Czechy)
Linia kolejowa nr 293 – linia kolejowa w Czechach, biegnąca przez kraj ołomuniecki, od Šumperku do Kout nad Desnou. Działa pod marketingową nazwą Železnice Desná.